# Gliese 432
Gliese 432 è una stella della costellazione dell'Idra che si trova a 31,1 anni luce dal Sistema solare.
È un sistema binario la cui componente principale è una stella della sequenza principale di classe spettrale K0-V e da una nana bianca di classe DC.

## Caratteristiche fisiche
Gliese 432 A è una nana arancione avente una massa 0,81 volte quella del Sole e un raggio del 76% di quello della nostra stella, mentre la luminosità è del 31%. 
Gliese 432 B è invece una piccola e densa nana bianca di classe DC; data la vicinanza alla compagna non è possibile stimare con accuratezza la temperatura, che in ogni caso pare inferiore ai 6300 K. Il semiasse maggiore tra le due componenti è di 16,3 secondi d'arco, che alla distanza alla quale si trova il sistema corrispondono a 80,5 UA. Il loro periodo orbitale è di circa 741 anni.
La stella più vicina al sistema è Gliese 433, che si trova ad appena 1,7 anni luce di distanza.